# Prionodon fuscolutescens
Prionodon fuscolutescens är en bladmossart som beskrevs av Georg Ernst Ludwig Hampe 1865. Prionodon fuscolutescens ingår i släktet Prionodon och familjen Prionodontaceae. Inga underarter finns listade i Catalogue of Life.